# أرمن إيران
أرمن إيران (بالفارسيّة: ارمنی‌های ایران؛ بالأرمنيّة: Հայերն Իրանում) هم الأرمن الذين يتواجدون في إيران والذين يبلغ عددهم ما يترواح بين 150-300 ألف نسمة. يتواجد الأرمن في إيران في مدن الرئيسية في طهران وتبريز وأرومية وأصفهان. ويُعتبر الأرمن أكبر أقلية عرقيّة مسيحية في إيران، ويتحدثون اللغة الأرمنية جنبًا إلى جنب اللغة الفارسية واللغة الأذرية. ويتبع أغلبهم مذهب كنيسة الأرمن الأرثوذكس كما هناك من يتبع مذهب كنيسة الأرمن الكاثوليك ومنهم من يتبع المذهب البروتستانتي الإنجيلي.
يعود تواجد الأرمن في إيران منذ عصر الإمبراطورية الأخمينية وكان لديهم بروز ثقافي وحضاري في إيران خصوصًا منذ في أواخر القرن السابع عشر، حيث سيطر الأرمن تقريبًا على كل التجارة الفارسية، وقد صنف أرمن الدولة الصفوية كأقلية وسيطة. وأنشأ الأرمن شبكات تجارية واسعة والأرمن في مدن مثل بورصة، وحلب، والبندقية، وليفورنو، ومرسيليا، وأمستردام. وهكذا أصبح الأرمن المسيحيين النخبة التجارية في المجتمع الصفوي ومن خلال وجود رأس مال كبير أتاح للمسيحيين حرية دينية كبيرة فضلًا عن ثراء وسطوة. كما أن الكثير منهم هاجروا إلى إيران هرباً من مجازر العثمانيين. أما اليوم فقد هاجر أغلب الأرمن في إيران إلى أمريكا الشمالية وأوروبا الغربية بعد الثورة الإيرانية الإسلامية في سنة 1979.

## تاريخ

### أوائل العصر الحديث إلى العصر الحديث
كانت أرمينيا المسيحية مقاطعة صفوية رئيسية متاخمة للدولة العثمانية. ومنذ عام 1604 نفذ عباس سياسة «الأرض المحروقة» في المنطقة لحماية حدوده الشمالية الغربية من أي قوات عثمانية غازية، وهي سياسة تنطوي على إعادة التوطين القسري لما يصل إلى 300,000 من الأرمن من أوطانهم. في عام 1606 أنشئ الحي الأرمني بواسطة مرسوم من الشاه عباس الأول، وهو شاه بارز من السلالة الصفوية. قدم إلى الحي أكثر من 150,000 من الأرمن إلى جولفا من ناخيتشيفان. وقد جاء الأرمن إلى بلاد فارس وفقاً للرواية الفارسيَّة فارين من الاضطهادات في الدولة العثمانية؛ في حين وفقًا لإدعاءات أوروبية وأرمنية تقول أن السكان الأرمن تم نقلهم بالقوة في 1604 إلى أصفهان من قبل الشاه عباس الأول. على الرغم من اختلاف أسباب قدوم الأرمن إلا أنّ جميع الإدعاءات تتفق أن الأرمن من سكان جولفا ازدهرت على أيديهم التجارة خاصًة تجارة الحرير الخاصة بهم، وعمل الأرمن في أصفهان كتجار أغنياء، وأصبح الأرمن المسيحيين نخبة تجارية في المجتمع الصفوي، وكان لهم دور بارز في تطوير الصناعات الفنية الدقيقة الخاصة بالمجوهرات والآلات الدقيقة، ويساهمون اليوم في الصناعات البترولية. تمتع الأرمن الذين نجوا بالحرية الدينية الكبيرة في نيو جلفة، حيث بنى الشاه لهم كاتدرائية جديدة. وكان هدف الشاه عباس هو تعزيز الاقتصاد الفارسي من خلال تشجيع التجار الأرمن الذين انتقلوا إلى نيو جلفة. وبالإضافة إلى الحريات الدينية، قدم لهم أيضًا قروضًا بدون فوائد وسمح للمدينة بانتخاب عمدة خاص بها «كالانتار».
في أواخر القرن السابع عشر، سيطر الأرمن تقريبًا على كل التجارة الفارسية. وأنشأ الأرمن شبكات تجارية واسعة والأرمن في مدن مثل بورصة، وحلب، والبندقية، وليفورنو، ومرسيليا، وأمستردام. وهكذا أصبح الأرمن المسيحيين النخبة التجارية في المجتمع الصفوي ومن خلال وجود رأس مال كبير أتاح للمسيحيين حرية دينية كبيرة فضلًا عن ثراء وسطوة. في عام 1947 كتب المؤرخ فرناند بروديل أنه كان للأرمن شبكة تجاريّة واسعة امتدت من أمستردام إلى مانيلا في الفلبين. عمل الكثير من العلماء الأرمن في هذه الشبكة. وكانت أسرة شاهرمانیان أكثر الأسر نفوذاً وثراءاً بين العائلات التجارية الغنية الأرمنية منذ القرن السابع عشر، حيث وصل أفرادها إلى مناصب رفيعة المستوى في الدولة الصفوية، بما في ذلك في نظمها العسكرية والدينية والبيروقراطية. وإمتلكت عائلة شاهرمانیان شبكة تجارية كان مقرها في حي جلفا وإمتدت من إيطاليا (معظمها في مدينة البندقية) في الغرب إلى بورما في الشرق، في وقت لاحق حصلت الأسرة امتيازات تجارية في مختلف دول المدن الإيطالية والإمبراطورية النمساوية المجرية، واشتهروا بشكل خاص في جمهورية البندقية، حيث إندمجوا جيدًا في طبقتها الحاكمة. ومع ذلك، حتى تراجعها في أواخر سبعينيات القرن التاسع عشر والخمول النهائي في القرن التاسع عشر، ظلّت الأسرة ملزمة بقاعدتها الأصلية في بلاد فارس. وعلى الرغم من نجاحهم وموقعهم البارز في المجتمع الأرمني الفارسي، كان لإسرة شاهرمانیان دور بخلق صدع في المجتمع الأرمني في إيران، حيث خلق انتمائهم للمذهب الكاثوليكي شعورًا قويًا بالعداء بين الأغلبية الأرمينية الغريغورية والأقلية الأرمنية الكاثوليكية.
لعب المسيحيين خصوصاً من الأرمن دوراً مهماً في تطوير إيران في القرن العشرين، سواء فيما يتعلق بتكوينها الاقتصادي أو الثقافي. وكانوا رواد في التصوير الفوتوغرافي والمسرح وصناعة السينما، ولعبوا أيضاً دوراً محورياً جداً في الشؤون السياسية الإيرانية. كان لثورة 1905 في الإمبراطورية الروسية تأثير كبير على شمال إيران، وفي عام 1906، طالب الليبراليين والثوريين الإيرانيين بدستور في إيران. في عام 1909، أجبر الثوار التاج على التخلي عن بعض سلطاته، وكان يبريم خان، وهو من أصول مسيحية أرمنية، شخصية مهمة في الثورة الدستورية الفارسية. قدر اللاهوتي الرسولي الأرمني ملاخيا أورمانيان، في كتابه الصادر عام 1911 عن الكنيسة الأرمنية أنَّ هناك حوالي 83,400 أرمني يعيشون في بلاد فارس، منهم 81,000 من أتباع الكنيسة الأرمنية الرسولية، في حين كان 2,400 من الأرمن الكاثوليك. وتوزع السكان الأرمن في المناطق التالية: 40,400 في أذربيجان، وحوالي 31,000 في أصفهان وحولها، وحوالي 7,000 في كردستان ولرستان، وحوالي 5,000 في طهران.

### الوضع الحالي

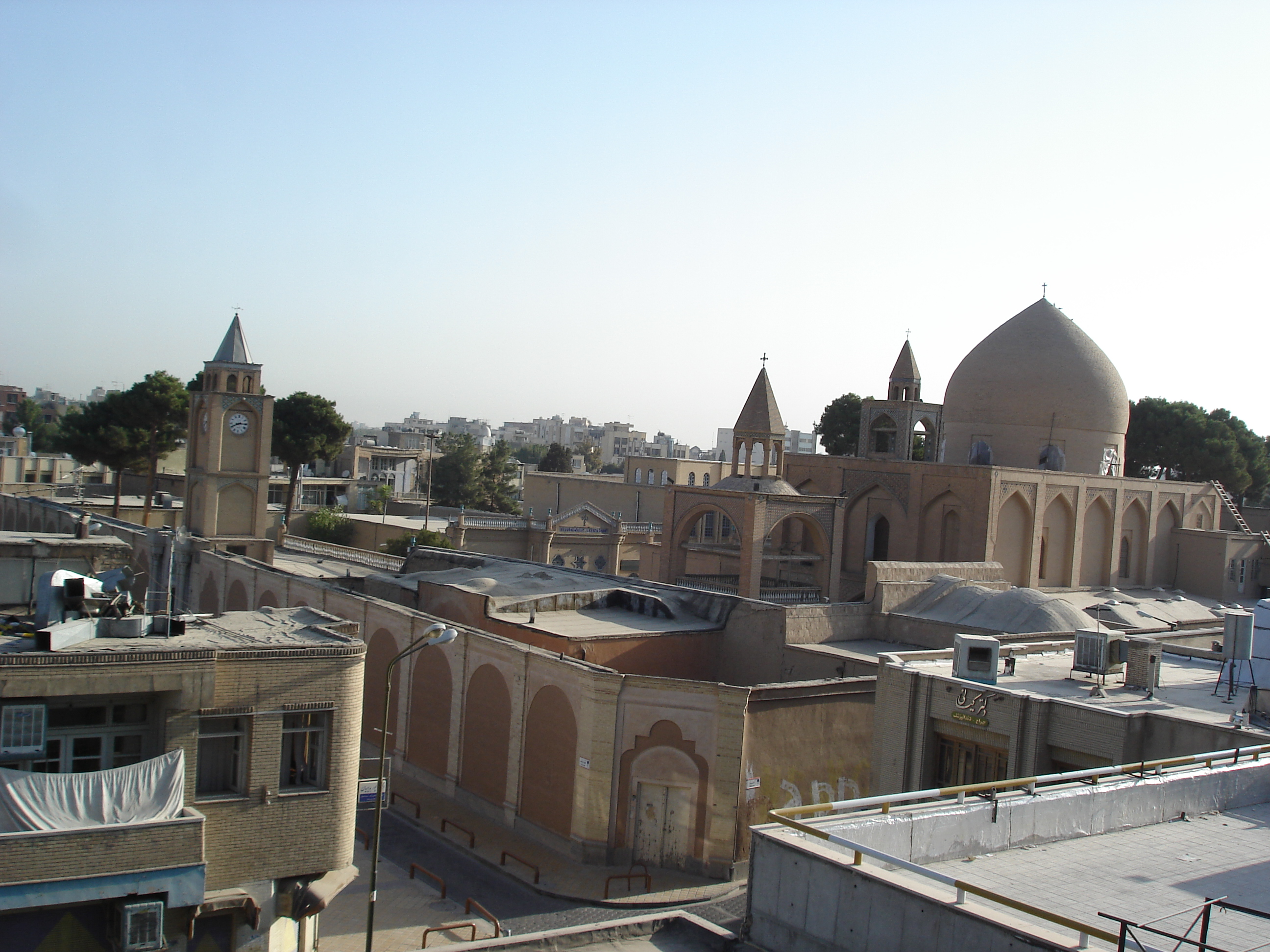
حي نيو جلفة المسيحي في أصفهان: سيطر الأرمن على التجارة والاقتصاد الفارسي خلال عصر الدولة الصفوية.

أدت ثورة الإمام الخميني إلى هجرة الكثير من المسيحيين الإيرانيين خصوصاً بعد حرب الثماني سنوات مع العراق وصراع إيران مع الولايات المتحدة الأميركية إضافةً إلى ان توجهات الثورة الإسلامية نحو أسلمة المجتمع الإيراني والتي دفعت إلى أكثر من ثلثي مسيحي إيران للرحيل إلى الخارج. يُمثل المسيحيون اليوم في إيران حوالي 300 ألف نسمة، وقد تقلص عددهم من 5 بالألف إلى 1 بالألف منذ قيام الثورة الإسلامية عام 1979، بسبب الهجرة خصوصاً إلى الولايات المتحدة وبسبب انخفاض معدّل الولادات. ويميل المسيحيين إلى العيش في المدن الحضرية حيث أن نصف المسيحيين الإيرانيين يسكنون في العاصمة طهران. ويُعد أرمن إيران أكبر أقلية عرقيّة مسيحية في إيران، ويتحدثون اللغة الأرمنية جنبًا إلى جنب اللغة الفارسية واللغة الأذرية. ويتبع أغلبهم مذهب كنيسة الأرمن الأرثوذكس كما أن هناك من يتبع مذهب كنيسة الأرمن الكاثوليك ومنهم من يتبع المذهب البروتستانتي الإنجيلي. وينتشر الآشوريون الإيرانيون حول مدينة أورميا بشمال غرب إيران، بالإضافة إلى أعداد أخرى هاجرت إلى المدن الإيرانية الكبرى كطهران لأسباب اقتصادية. تعترف الجمهورية الإسلامية بالديانة المسيحيّة واليهوديّة والزرادشتية، كأديان الأقليات، إذ يُسمح لأتباعها ببناء دور عبادتهم وممارسة شعائرهم الدينية، كما أنهم يحظون بتمثيلٍ في البرلمان الإيراني. وفي دولةٍ تحرّم شرب الخمر وتناول لحم الخنزير يحق للمسيحيين القيام بذلك. ويخصص مجلس الشورى الإسلامي أو البرلمان الإيراني خمسة مقاعد للأقليات الدينية المعترف بها وهي مقعدين للطائفة الأرمنيّة المسيحية، وواحداً للطائفة الآشورية والكلدانية، وواحداً للطائفة اليهودية، وواحداً للطائفة الزرادشتية.
حوالي نصف الأرمن في إيران يعيشون في مدينة طهران خصوصاً في أحياء نارماك ومجيدية وندرشة، ويعيش حوالي الرُبع في حي جلفا في مدينة أصفهان، ويتركز الربع الآخر في شمال غرب إيران أو أذربيجان الإيرانية خصوصاً في مدينة تبريز وما حولها. ولا تزال جولفا الجديدة منطقة ذات أغلبية مسيحيّة وأرمنيّة وتحوي على العديد من المدارس والمكاتب والكنائس الأرمنية، تتضمن الكنائس كاتدرائية فانك، وكنيسة بيت لحم في شارع نزار، كنيسة السيدة العذراء مريم في ساحة جولفا وكنيسة يريفان. شهد الحي هجرة مسيحية عقب الثورة الإيرانية الإسلامية منذ سنة 1979.

## الديانة

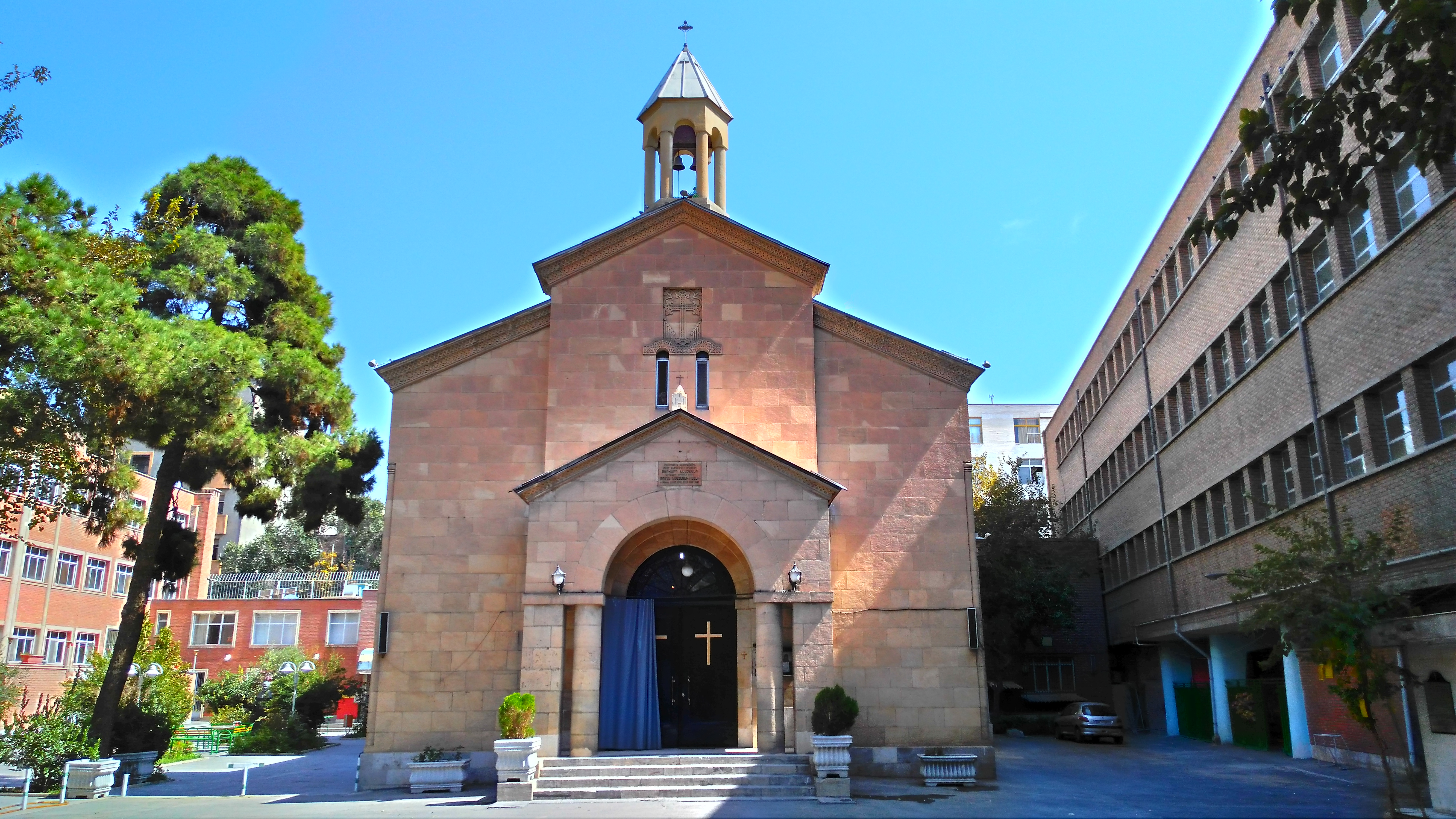
كنيسة مريم المقدسة في مدينة طهران: تعتبر الكنيسة الأرمنية الأرثوذكسية أكبر الطوائف المسيحية في إيران.

يعتنق جلّ أرمن إيران الديانة المسيحية، وتعتبر طائفة الأرمن الأرثوذكس هي أكبر الطوائف المسيحية في إيران، ويتراوح عدد الأرمن الإيرانيين اليوم بين 130 و150 الفاً، موزعون بشكل متفاوت جغرافيا على ثلاث أبرشيات هي أصفهان ومُحافظة أذربيجان الشرقيَّة (مركزها تبريز) وطهران والتي تضم نحو 80 ألفاً من الأرمن الأرثوذكس الذين يشكلون الأكثرية الساحقة من المسيحيين في العاصمة، ويبلغ عدد الأرمن البروتستانت نحو 350 شخصاً والأرمن الكاثوليك 50 شخصاً. تناقص عدد هؤلاء مع الأعوام فهاجر قسم منهم لأسباب متعددة شبيهة بتلك السائدة في لبنان وسوريا والأردن وفلسطين ومصر. اعترفت الجالية الأرمنية الإيرانية تقليديًا بسلطة الكرسي الرسولي أو الكاثوليكوس في إيتشمازين في أرمينيا حتى عقد 1950، عندما تم استبداله بالكاثوليكوس في أنطلياس في لبنان لأسباب سياسية. وأدى ذلك إلى انقسام في المجتمع الأرمني الإيراني، حيث استمر عدد كبير في إتباع الكاثوليكوس في إيتشمازين، والذي رفض التخلي عن سلطته الكنسيَّة على المجتمع الإرمني الإيراني.
يعود أصول الكنيسة الأرمنية الكاثوليكية إلى عهد الدولة الصفوية، حيث بدأت خلال ذلك العهد حملات تبشيرية كاثوليكية بين الأرمن في البلاد. وتتراوح أعدادهم بين 2,200 إلى 12,000 شخص من الأرمن ولديهم ثماني كنائس تقع معظمها في مدينة أصفهان وطهران، وأربعة نواد رياضية ترفيهية، وستة مراكز تعليمية، ومقبرة خاصة.

## الحضور في المجتمع

### الحياة السياسية
للأرمن عضوان في مجلس الشورى الإسلامي الإيراني، أحدهما عن أرمن طهران والشمال، والآخر عن أرمن أصفهان وجنوب إيران والأرمن تجار أغنياء، ولهم دور بارز في تطوير الصناعات الفنية الدقيقة الخاصة بالمجوهرات والآلات الدقيقة، ويساهمون في الصناعات البترولية. ويمارس الأرمن طقوسهم وتقاليدهم الدينية بحرية، وانطلاقاً من أن حقوق الأقليات محفوظة في الدستور لم يفرض على الطوائف والأديان غير الإسلامية فرائض مسلمة باستثناء الحجاب الذي أصبح نوعاً ما قانون دولة أو قانوناً مدنياً بتوجيه ديني. أمّا بالنسبة لمرجعية الأرمن فهي المطرانية، وتفضّل الدولة الإيرانية عدم تدخّل المسيحيين في شؤون المسلمين، لأنّه هنالك العديد من السلمين الإيرانيين ممن يرغبون بالتنصّر ويأتون للاستماع إلى القدّاس.

### الحياة الثقافية
بدأ الأرمن بنشر جرائدهم باللغة الأرمنية بدءاً من سنة 1794. وانتشرت جريدة «آليك» باللغة الأرمنية بدءاً من العام 1931 وهي لا تزال تصدر حتى اليوم، بالإضافة إلى صحف آراكس، آرارات، زيازان، بيام وأهاليك. كما يملك الأرمن عدة مجلات أدبية دوريّة. وللأرمن في إيران حاليًا عشرات الكنائس والمدارس، ولهم عطلاتهم الرسمية ونواديهم الرياضية المجهزة بأحدث الأجهزة الرياضية، وجمعياتهم الخورية ومراكزهم الثقافية، ومعظم كنائسهم مسجلة في فهرس الآثار الإيراني الوطني. وهم يملكون 25 مؤسسة اجتماعية، ثقافية، رياضية، نسائية وصحية.
بالنسبة لمدارس الأرمن، يوجد في طهران 28 مدرسة من الروضة إلى الثانوية من اجمالي 50 مدرسة موجودة في كل إيران، ليس للمسلمين الحق في دخولها، اما الطلبة الأرمن فلا مانع من تسجيلهم في مدارس المسلمين. ويسمح بتدريس تاريخ أرمينيا ولغتها في بعض مدارس إيران خصوصًا في أصفهان وتبريز حيث لا يستقبل الا الطلاب الأرمن، مع اتباع المنهج الرسمي الذي تقره الدولة مضافا اليه التعليم المسيحي. كما يوجد في طهران 19 جمعية اجتماعية وثقافية ارمنية، أبرزها «ارارات» التي تدير مركزاً ثقافياً يضم ألفي عضو، وينظم كل سنة العاباً أولمبية تجمع سنوياً رياضيين ارمن يفدون من كل أنحاء إيران. ويعيش الأرمن في إيران برفاهية، لأنهم جزء من الطبقة الوسطى والعليا الثريّة في البلاد.

## معرض الصور

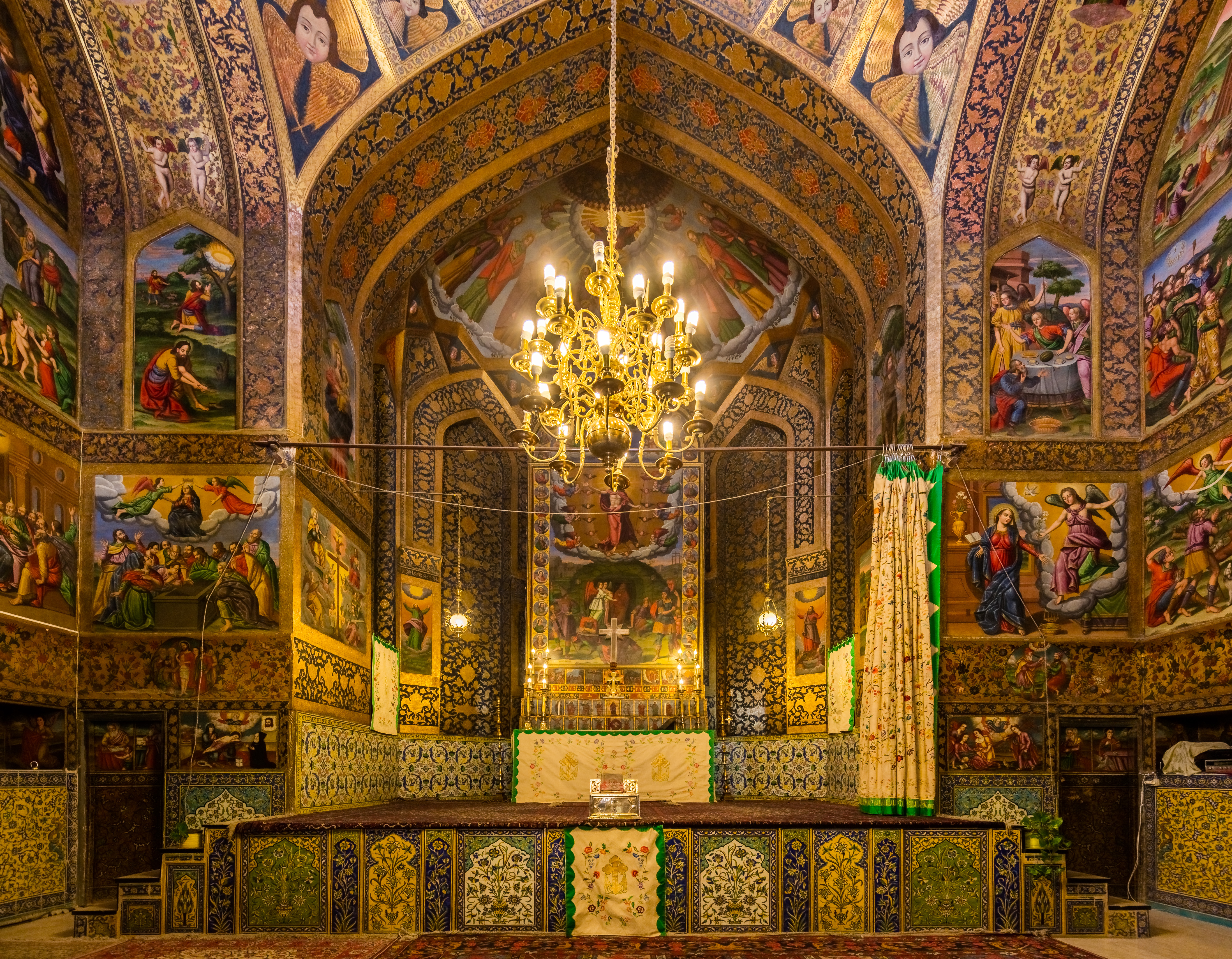
كاتدرائية فانك في أصفهان، بنيت في عصر الدولة الصفوية
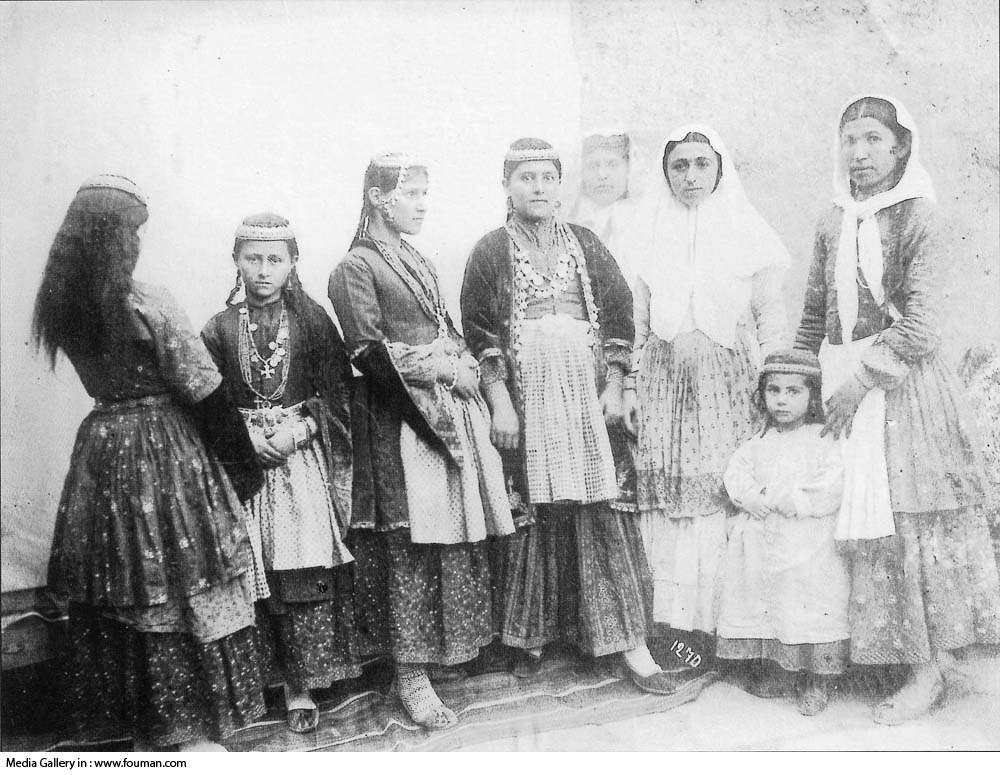
صورة تاريخية لنساء أرمنيات من عصر الدولة القاجارية
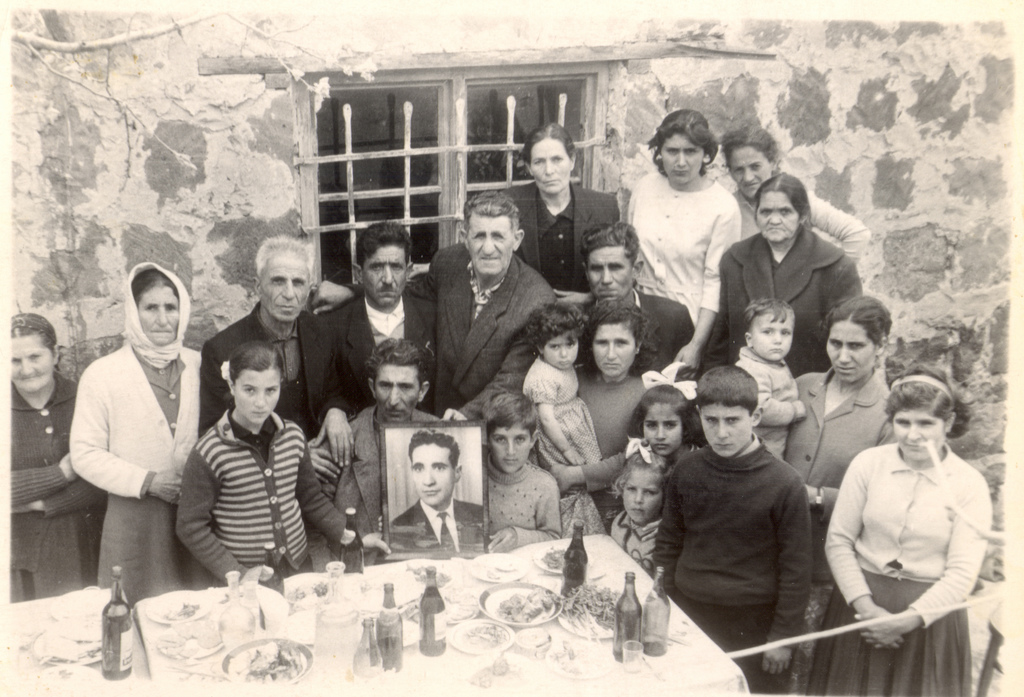
صورة تاريخية لأسرة أرمنية موسعة من مدينة أزنا
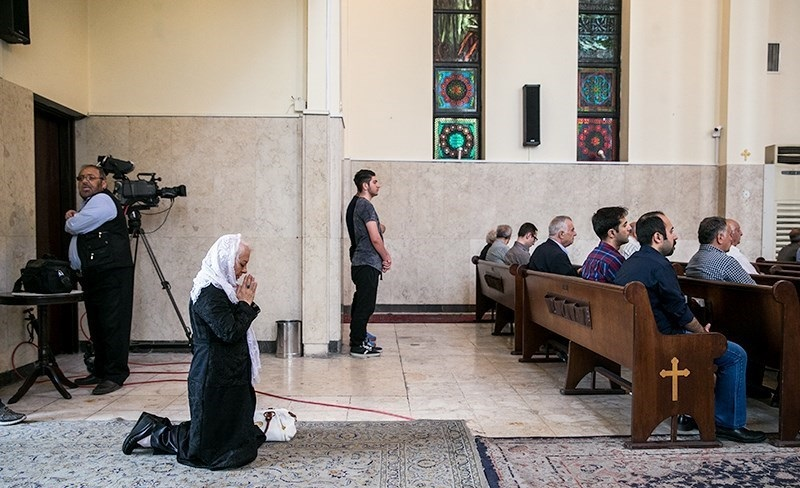
إحياء ذكرى يوم تذكار الإبادة الجماعية للأرمن في طهران
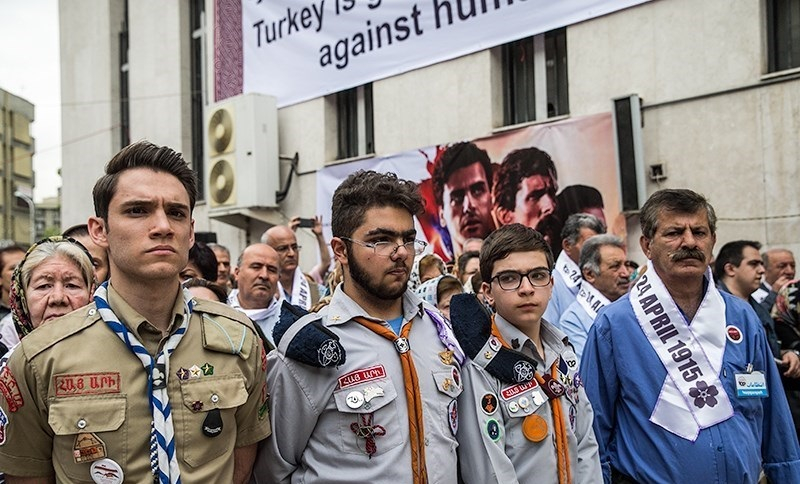
مسيرة إحياء ذكرى يوم تذكار الإبادة الجماعية للأرمن في طهران
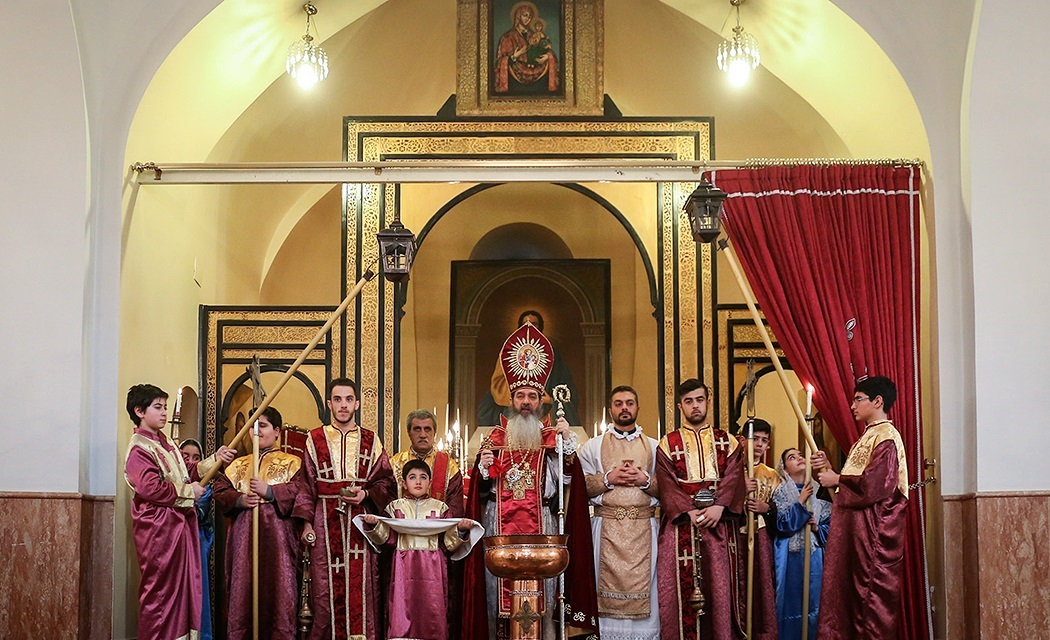
إحتفالات عيد الميلاد في كنيسة القديسة مريم في تبريز
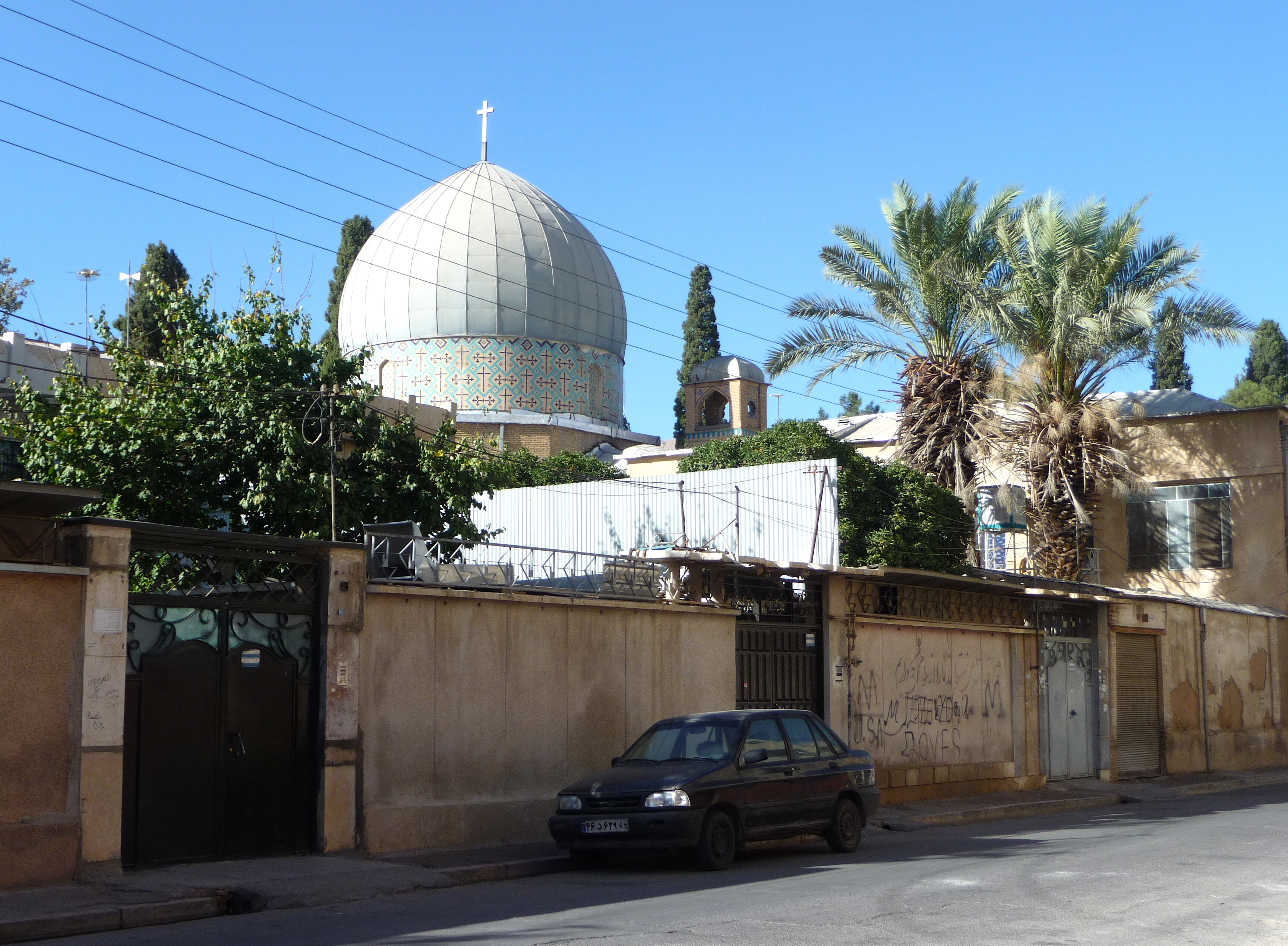
كنيسة القديس سمعان القانوي الأرمنيَّة في شيراز
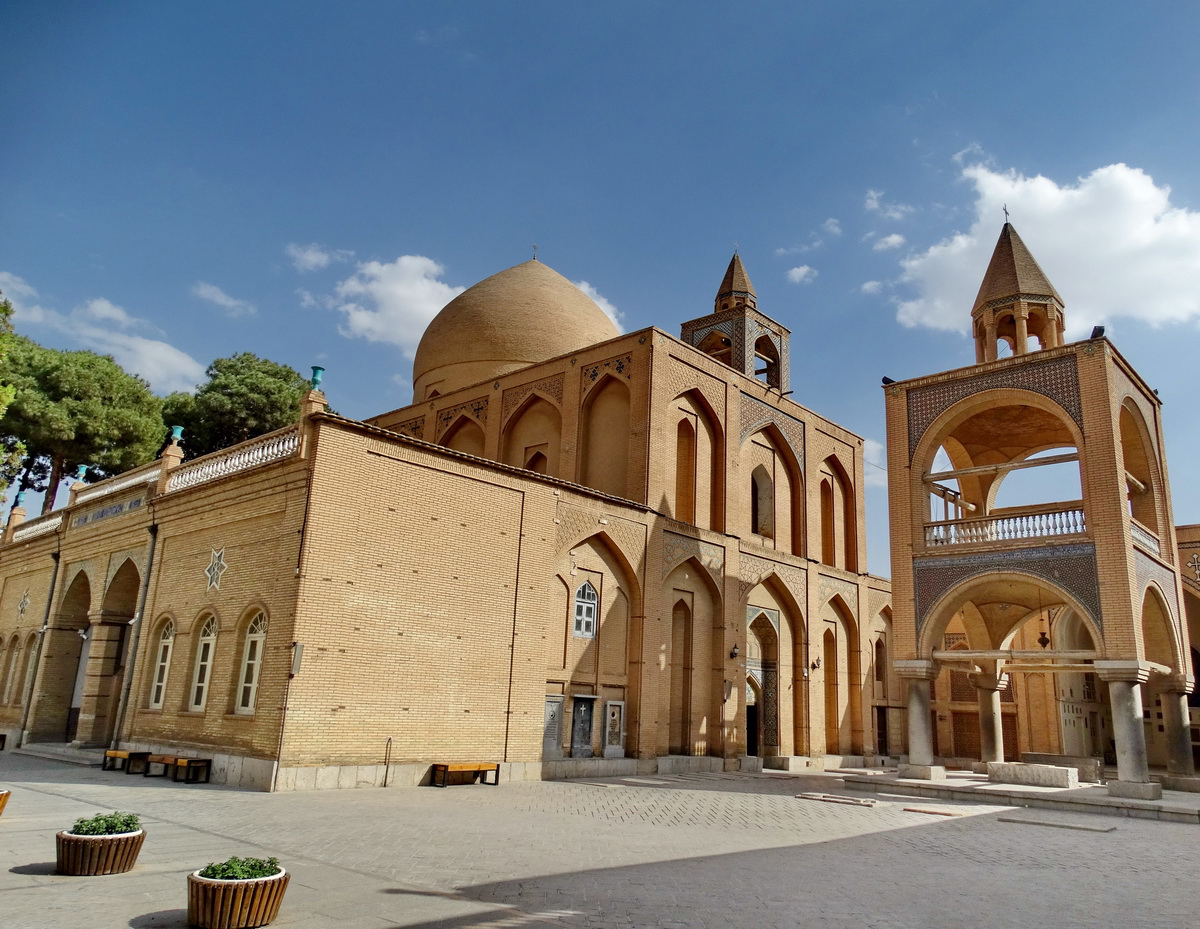
الكاتدرائية الأرمنيّة فان في محلة جلفا في أصفهان
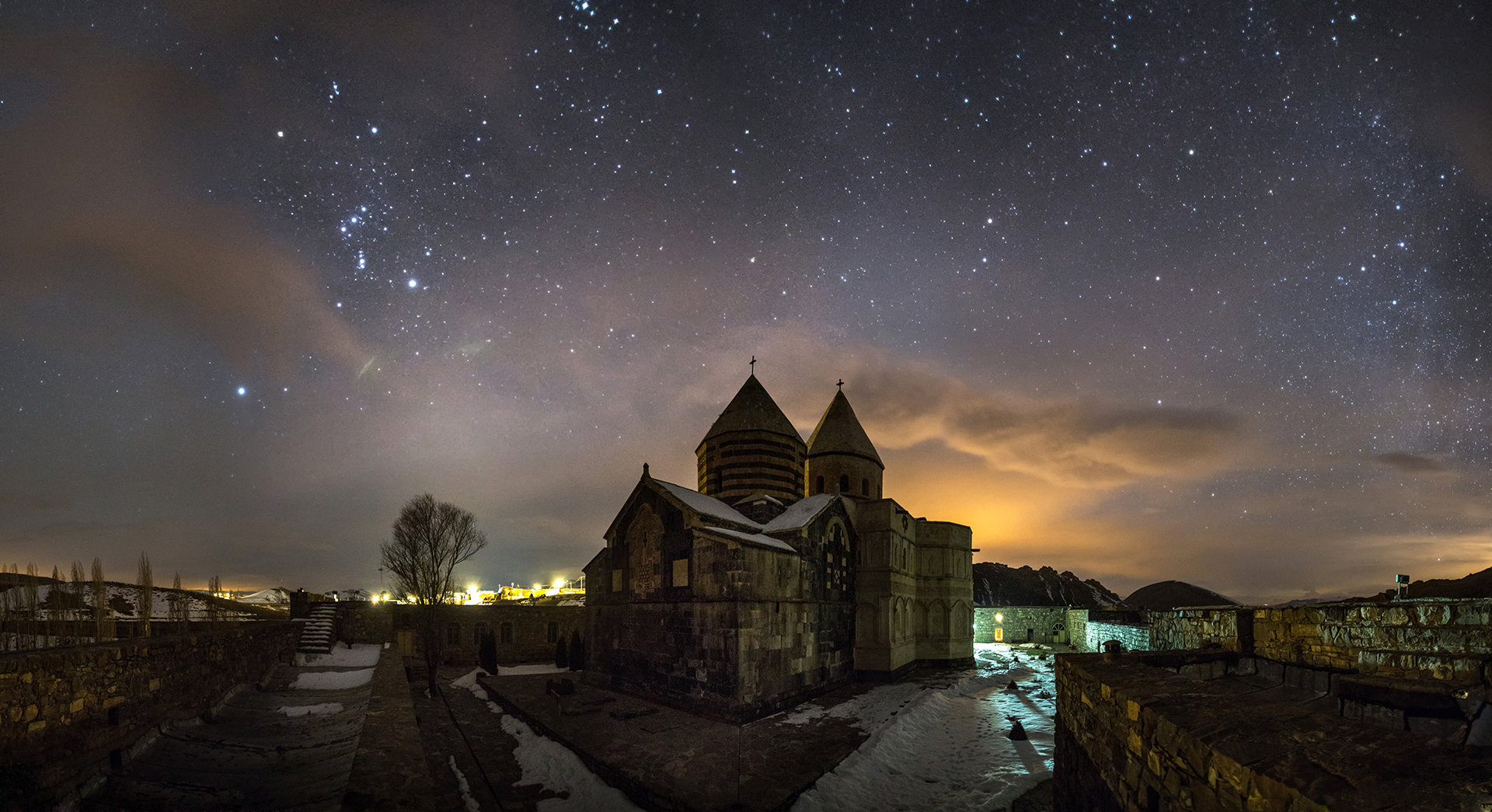
دير القديس تداوس الأرمني، وهي من مواقع التراث العالمي وتضم على قبر القديس تداوس.
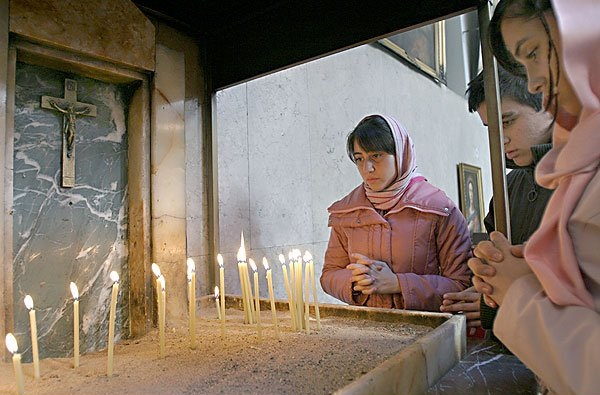
أرمن يؤدون الصلوات بمناسبة ليلة رأس السنة بكنيسة القديس سركيس في طهران